# Haplogrupo L2 (mtDNA)
O haplogrupo L2 é um haplogrupo de DNA mitocondrial humano (mtDNA) com ampla distribuição moderna, particularmente na África Subequatorial. Seu subclado L2a é um cluster de mtDNA bastante frequente e amplamente distribuído no continente, bem como entre afro-americanos.

## Origem
L2 é uma linhagem comum na África. Acredita-se que tenha evoluído entre 87.000 e 107.000 anos atrás ou aprox. 90.000 anos até o presente.  Sua idade e ampla distribuição e diversidade em todo o continente tornam seu ponto de origem exato na África difícil de rastrear com confiança. Vários haplótipos L2 observados em guineenses e outras populações da África Ocidental compartilharam correspondências genéticas com a África Oriental e a África do Norte . Uma origem para L2b, L2c, L2d e L2e na África Ocidental ou Central parece provável. A diversidade inicial de L2 pode ser observada em todo o continente africano, mas, como podemos ver abaixo na seção Subclados, a maior diversidade é encontrada na África Ocidental . A maioria dos subclados está amplamente confinada à África Ocidental e Centro-Ocidental.
De acordo com um estudo de 2015, "os resultados mostram que as linhagens na África Austral se agrupam com linhagens da África Ocidental/Central em uma escala de tempo recente, enquanto as linhagens orientais parecem ser substancialmente mais antigas. Três momentos de expansão de origem da África Central estão associados a L2: uma migração a 70-50 mil anos para a África Oriental ou Austral, movimentos pós-glaciais 15-10 mil anos para a África Oriental; e a Expansão Bantu para o sul nos últimos 5 mil anos. A população complementar e as análises de filogeografia L0a indicam nenhuma forte evidência de fluxo gênico de mtDNA entre as populações do leste e do sul durante o movimento posterior, sugerindo baixa mistura entre as populações da África Oriental e os migrantes Bantu. Isso implica que, pelo menos nos estágios iniciais, a expansão bantu foi principalmente uma difusão dêmica (do próprio povo) com pouca incorporação de populações locais".

## Distribuição

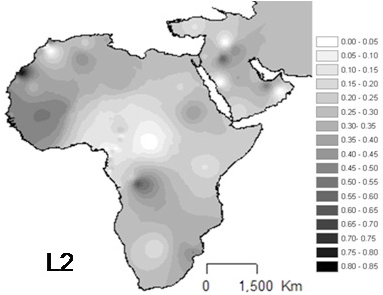
Distribuição espacial projetada do haplogrupo L2 na África.

L2 é o haplogrupo mais comum na África e tem sido observado em todo o continente. É encontrado em aproximadamente um terço dos africanos e seus descendentes recentes.
A maior frequência ocorre entre os pigmeus Mbuti (64%). Presença importante na África Ocidental, especialmente no Senegal (43-54%). Também importante em populações não-bantu da África Oriental (44%), no Sudão e Moçambique .
É particularmente abundante no Chade e no Kanembou (38% da amostra), mas também é relativamente frequente em árabes nômades (33%) [Cerny et al. 2007] e o povo Akan (~33%) 

## Subclados
L2 tem cinco subhaplogrupos principais: L2a, L2b, L2c, L2d e L2e. Dessas linhagens, o subclado mais comum é L2a, encontrado tanto na África quanto no Levante .
O haplogrupo L2 foi observado entre os espécimes no cemitério da ilha em Kulubnarti, Sudão, que datam do período cristão primitivo (550-800 d.C).

### Haplogrupo L2a
L2a é difundido na África e o Haplogrupo mais comum e amplamente distribuído da África Subsaariana e, também, é um pouco frequente em 19% nas Américas entre descendentes de africanos (Salas et al., 2002). O L2a surgiu a aproximadamente 48.000 anos atrás.
É particularmente abundante no Chade (38% da amostra; 33% de L2 indiferenciado entre os árabes do Chade, ) e em populações não-bantu da África Oriental ( Quênia, Uganda e Tanzânia ) em 38%. Cerca de 33% em Moçambique e 32% no Gana .
Este subclado é caracterizado por mutações em 2789, 7175, 7274, 7771, 11914, 13803, 14566 e 16294. Representa 52% do total de L2 e é o único subclado de L2 a ser difundido em toda a África.
A ampla distribuição de L2a e a diversidade dificultam a identificação de uma origem geográfica. O principal quebra-cabeça é o quase onipresente Haplogrupo L2a, que pode ter se espalhado para leste e oeste ao longo do Corredor do Sahel no norte da África após o Último Máximo Glacial, ou as origens dessas expansões podem ser anteriores, no início da Idade da Pedra Posterior ∼ 40.000 anos atrás.
Na África Oriental L2a foi encontrado 15% no Vale do Nilo – Núbia, 5% dos egípcios, 14% dos falantes de cuchita, 15% do povo semita Amara, 10% do Gurage, 6% de tigrínios, 13% dos etíopes e 5% dos iemenitas .
Haplogrupo L2a também aparece no norte da África, com a maior frequência de 20% Tuareg, Fulani (14%). Encontrado também entre alguns árabes da Argélia, é encontrado em 10% entre os árabes marroquinos, alguns berberes marroquinos e berberes tunisianos. (watson 1997) et al., (vigilant 1991) et al. 1991.
Em pacientes que recebem a droga estavudina para tratar o HIV, o Haplogrupo L2a está associado a uma menor probabilidade de neuropatia periférica como efeito colateral.

#### Haplogrupo L2a1
L2a pode ser dividido em L2a1, abrigando a transição em 16309 (Salas et al. 2002).
Este subclado é observado em frequências variadas na África Ocidental entre os Malinke, Wolof e outros; entre os norte-africanos ; no Sahel, entre os Hausa, Fulbe e outros; na África Central entre os Bamileke, Fali e outros; na África do Sul entre a família Khoisan, incluindo os falantes Khwe e Bantu; e na África Oriental entre os Kikuyus do Quênia .
Todos os clados L2 presentes na Etiópia são derivados principalmente dos dois subclados, L2a1 e L2b. L2a1 é definido por mutações em 12693, 15784 e 16309. A maioria das sequências L2a1 etíopes compartilham mutações em nps 16189 e 16309. No entanto, enquanto a maioria (26 de 33) afro-americanos compartilham sequências completas do Haplogrupo L2a podem ser particionadas em quatro subclados por substituições em nps L2a1e-3495, L2a1a-3918, L2a1f-5581 e L2a1i-15229. Nenhuma dessas sequências foi observada em amostras etíopes 16309 L2a1. (Salas 2002) et al.
Haplogrupo L2a1 também foi observado entre os Mahra (4,6%).
O haplogrupo L2a1 foi encontrado em fósseis antigos associados à cultura pré-cerâmica neolítica em Tell Halula, na Síria . Um espécime escavado no sítio neolítico Savanna Pastoral de Luxmanda, na Tanzânia, também carregava o clado L2a1. A análise de agrupamento de mistura indicou ainda que o indivíduo tinha ascendência significativa do antigo Levante, confirmando os laços ancestrais entre os criadores do Neolítico Pastoral de Savana e o Neolítico Pré-Cerâmico.

##### Haplogrupo L2a1a
O subclado L2a1a é definido por substituições em 3918, 5285, 15244 e 15629. Existem dois clusters L2a que estão bem representados no sudeste da África, L2a1a e L2a1b, ambos definidos por transições em posições HVS-I bastante estáveis. Ambos parecem ter origem na África Ocidental ou no Noroeste da África (como indicado pela distribuição de tipos correspondentes ou vizinhos), e ter sofrido uma expansão dramática no Sudeste da África ou em uma população ancestral dos atuais africanos do Sudeste.
A dispersão muito recente nos subclados L2a1a e L2a2 sugerem uma assinatura para as expansões Bantu, como também proposto por Pereira et al. (2001).
L2a1a é definido por uma mutação em 16286. O candidato a fundador da L2a1a data de 2.700 (SE 1.200) anos atrás. (Pereira et al. 2001). No entanto, L2a1a, conforme definido por uma substituição em (np 16286) (Salas et al. 2002), é agora suportado por um marcador de região de codificação (np 3918) (fig. 2A) e foi encontrado em quatro das seis linhagens L2a1 iemenitas . L2a1a ocorre com maior frequência no sudeste da África (Pereira et al. 2001; Salas et al. 2002). Tanto o haplótipo fundador frequente quanto as linhagens derivadas (com a mutação 16092) encontrados entre os iemenitas têm correspondências exatas nas sequências de Moçambique (Pereira et al. 2001; Salas et al. 2002). L2a1a também ocorre em menor frequência no noroeste da África, entre os Maure e Bambara do Mali e da Mauritânia . (Rando et al. 1998; Maca-Meyer et al. 2003)

###### Haplogrupo L2a1a1
L2a1a1 é definido pelos marcadores 6152C, 15391T, 16368C

##### Haplogrupo L2a1b
L2a1b é definido por substituições em 16189 e 10143. 16192 também é comum em L2a1b e L2a1c; aparece no norte da África no Egito, também aparece no sudeste da África e, portanto, também pode ser um marcador da expansão bantu .

##### Haplogrupo L2a1c
L2a1c frequentemente compartilha a mutação 16189 com L2a1b, mas tem seus próprios marcadores em 3010 e 6663. 16192 também é comum em L2a1b e L2a1c; ele aparece no sudeste da África, bem como na África Oriental. Isso sugere alguma diversificação deste clado in situ.
As posições T16209C C16301T C16354T no topo de L2a1 definem um pequeno subclado, apelidado de L2a1c por Kivisild et al. (2004, Figura 3) (ver também Figura 6 em Salas et al. 2002), que aparece principalmente na África Oriental (por exemplo, Sudão, Núbia, Etiópia ), entre os Turkana e a África Ocidental (por exemplo, Kanuri ).
Na Bacia do Chade, foram identificados quatro tipos diferentes de L2a1c, um ou dois passos mutacionais dos tipos da África Oriental e Ocidental. (Kivisild et al.) 2004. (citação na página 9 ou 443) 

###### Haplogrupo L2a1c1
L2a1c1 tem origem norte-africana. É definido pelos marcadores 198, 930, 3308, 8604, 16086. É observado na Tunísia sefardita, ashkenazi, judeus, hebreus, marroquinos, egípcios, núbios e iemenitas.
Haplogrupo L2a1f
Khosian, Zâmbia, Madagáscar

##### Haplogrupo L2a1k
L2a1k é definido pelos marcadores G6722A e T12903C. Foi descrito anteriormente como um subclado L2a1a específico da Europa e detectado em tchecos e eslovacos .

##### Haplogrupo L2a1l2a
L2a1l2a é reconhecido como um haplogrupo "específico Ashkenazi ", visto entre os judeus Ashkenazi com ascendência na Europa Central e Oriental. Também foi detectado em pequenos números em populações polonesas ostensivamente não judaicas, onde se presume que tenha vindo da mistura Ashkenazi. No entanto, este haplótipo constitui apenas uma proporção muito pequena de linhagens mitocondriais Ashkenazi; vários estudos (incluindo o de Behar) colocaram sua incidência entre 1,4-1,6%.

#### Haplogrupo L2a2
L2a2 é característica dos pigmeus Mbuti .

### Haplogrupo L2b'c
L2b'c provavelmente evoluiu cerca de 62.000 anos atrás.

#### Haplogrupo L2b
Este subclado é predominantemente encontrado na África Ocidental, mas está espalhado por toda a África.

#### Haplogrupo L2c
L2c é mais frequente na África Ocidental e pode ter surgido lá. Especialmente presente no Senegal com 39%, Cabo Verde 16% e Guiné-Bissau 16%.

### Haplogrupo L2d
L2d é mais frequente na África Ocidental, onde pode ter surgido. Também é encontrado no Iêmen, Moçambique e Sudão.

### Haplogrupo L2e
L2e (antigo L2d2) é típico na África Ocidental . Também é encontrado na Tunísia, e entre os Mandingas da Guiné-Bissau e afro-americanos.

## Árvore

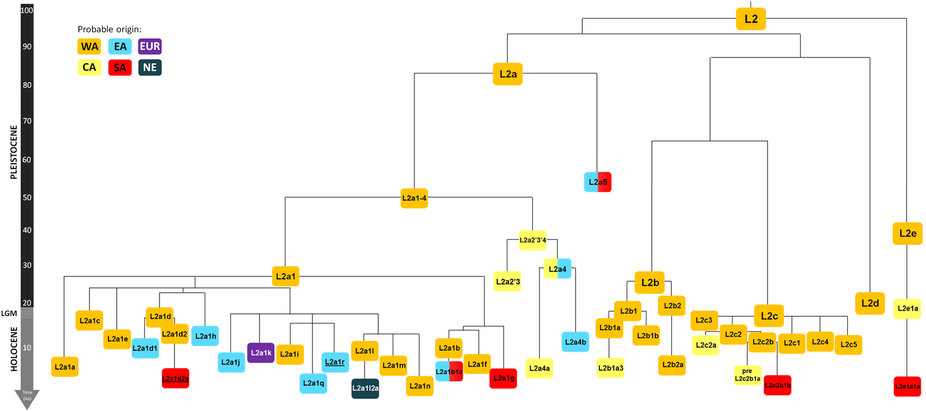
Árvore filogenética dos subclados do haplogrupo L2. Os números na barra do lado esquerdo representam o tempo estimado em mil anos atrás. Esquema de cores correspondente à provável origem de cada clado.

Esta árvore filogenética de subclades de haplogrupo L2 é baseada no artigo de Mannis van Oven e Manfred Kayser Atualizado árvore filogenética abrangente da variação global do DNA mitocondrial humano e pesquisas subsequentes publicadas.
- Ancestral comum mais recente (MRCA)
  - L1'2'3'4'5'6
    - L2'3'4'6
      - L2
        - L2a'b'c'd
          - L2a
            - L2a1
              - L2a1a
                - L2a1a1
                - L2a1a2
                  - L2a1a2a
                    - L2a1a2a1

                  - L2a1a2b

                - L2a1a3

              - 16189 (16192)
                - L2a1b
                  - L2a1b1

                - L2a1f
                  - L2a1f1

              - 143
                - L2a1c
                  - L2a1c1
                  - L2a1c2
                  - L2a1c3
                  - L2a1c4

                - L2a1d
                - L2a1e
                  - L2a1e1

                - L2a1h
                - 16189
                  - L2a1i
                  - L2a1j
                  - L2a1k
                  - 16192
                    - L2a1l
                      - L2a1l1
                        - L2a1l1a

                      - L2a1l2

            - L2a2
              - L2a2a
                - L2a2a1

              - L2a2b
                - L2a2b1

          - L2b'c
            - L2b
              - L2b1
                - L2b1a
                  - L2b1a2
                  - L2b1a3

            - L2c
              - L2c2
                - L2c2a

              - L2c3

          - L2d
            - L2d1
              - L2d1a

        - L2e